# Мажић
Мажић (алб. Mazhiq) је насеље у општини Косовска Митровица, Косово и Метохија, Република Србија.

## Положај села
Село је на падини Копаоника, у изворишту Смрековничке реке.

## Историја
Албанци су све старине у селу затекли, те немају никакве везе са њима, па чак ни са муслиманским старинама. Џамија и напуштено велико муслиманско гробље су остали од Турака који су живели у Трепчи пре њеног запуштења крајем 17. века. Албанци су затекли село са неколико српских кућа, од којих се један род задржао и прешао на ислам.

## Порекло становништва по родовима
Подаци о пореклу становништва из тридесетих година 20. века.
Арбанашки родови
- Сејдијовић (8 к.) и Јунузовић (5 к.), од фиса Шаље. Досељени из Шаље у Малесији почетком 19. века. У Малесиској Шаљи су били католици и звали се Муљовићи. При досељењу су прво „пали“ у Свињаре (Косово), па га напустили због врућине и прешли на планину.

Поисламљени поарбанашени српски родови
- Љировићи (7 к). Затечени у селу при досељењу горњих арбанашких родова, после чега су прешли на ислам. Арбанаси веле да им је старо презиме било Ладисавовић (ваљда Владисављевић). У 1933. су имали само три муслиманска појаса: Суља, Ајредин, Азем (50 година).
- Главурдовићи (4 к.). Преселили се из Рашана почетком 19. века и на ислам прешли у Мажићу.

## Становништво
| Демографија | Демографија | Демографија |
| Година      | Становника  | Становника  |
| ----------- | ----------- | ----------- |
| 1948.       | 254         |             |
| 1953.       | 281         |             |
| 1961.       | 329         |             |
| 1971.       | 406         |             |
| 1981.       | 476         |             |
| 1991.       | 564         |             |